# Delia Rodríguez Marín
Delia Rodríguez Marín (Logroño, 1978) es una periodista española especializada en tecnología y contenidos digitales. En febrero de 2020, fue nombrada directora del Departamento Digital de la Secretaría de Estado de Comunicación (SECOM) del Gobierno de España.

## Trayectoria
Rodríguez se licenció en Periodismo por la Universidad Complutense de Madrid (UCM) en 2002. Comenzó su trayectoria profesional en 1999, antes de finalizar sus estudios, en el periódico La Razón. En 2004 fue responsable de la web de Acción Cultural Española, organismo público adscrito al Ministerio de Asuntos Exteriores.
En 2006 fue nombrada responsable de contenidos digitales en el Instituto Cervantes y, a partir de 2007, se encargó de la coordinación del área de Vida Digital en el portal Soitu.es. En 2010, puso en marcha el blog Trending Topics en la página web de El País.
En 2011 lanzó la web de SModa, la revista de moda del periódico El País. Al año siguiente, fue nombrada redactora jefe para El HuffPost, y colaboró en el programa La ventana de la Cadena SER. Ha escrito principalmente sobre tecnología para diferentes medios de comunicación como la Cadena SER y SModa del Grupo Prisa, así como para El HuffPost y eldiario.es.
En 2013, publicó el libro Memecracia, los virales que nos gobiernan en el que Rodríguez reflexiona sobre los memes como herramientas de "contagio" informativo, la saturación de la información a la que está sometida la ciudadanía desde la explosión de internet y cómo esa situación dificulta la toma de decisiones libre.
Rodríguez fundó en 2014 la web Verne del periódico El País, de la cual fue directora. En 2016, comenzó en Univisión, siendo Directora de desarrollo de audiencias en la división de noticias digitales. Tras ello, trabajó como freelance especialista en estrategia digital, siendo ponente en el programa Innovación Social para la Repoblación de Europa, en marzo de 2019.
El 18 de febrero de 2020, Rodríguez fue nombrada Directora del Departamento Digital de la Secretaría de Estado de Comunicación del Gobierno de España, cargo que ocupó hasta septiembre de 2022. 
Entre octubre de 2022 y octubre de 2023, Rodríguez ocupó el puesto de subdirectora del diario La Vanguardia. En la actualidad trabaja como freelance y es columnista del diario El País.

## Obra
- 2013 – Memecracia, los virales que nos gobiernan. Gestión 2000. ISBN 978-8498752915.